# Разбојници (драма)
Разбојници (нем. die Räuber) су прва објављена драма Фридриха Шилера. Дело, које у почетку није било замишљено као сценска игра, већ као драма за читање, подељено је у пет чинова; настала је у доба просветитељства и део је покрета Штурм унд Ранг у немачкој књижевности. Први пут је анонимно објављен 1781. године, а затим је премијерно приказан 13. јануара 1782. у Манхајму, где је изазвао националну сензацију и изненада прославио Шилера.
Драма приказује ривалство између два грофова брата: с једне стране, интелигентног, слободољубивог будућег разбојника Карла Мура, којег је волео његов отац, ас друге, његовог хладно прорачунатог, лишеног љубави брата Франца, који је љубоморан на Карла и његово наслеђе Отац жели да узурпира. Централни мотив је сукоб између разумевања и осећања, централна тема је однос права и слободе.
Шилер је инспирацију нашао у причи О историји људског срца Кристијана Фридриха Данијела Шубарта . Између осталог, Шилер је као предложак користио судбину познатог разбојничког поглавице Никол Листа. Све до прве четвртине 19. века, пљачкашке банде нису биле реткост у Немачкој.
Истоимене опере Саверија Меркадантеа (I briganti, UA Théâtre Италија, Париз 1836) и Ђузепеа Вердија (I masnadieri, London 1847) засноване су на Шилеровој драми.

## Интерпретација
Два брата се на различите начине боре против Максимилијанове неправде. Једног је отац (грешком) одбацио, другом је, као ружном другорођенцу, увек ускраћена љубав. Бунтовни Карл који пробија границе своју судбину преузима у отвореној борби, док Франц то чини на лукав начин. На крају, међутим, обоје не успевају: Франц, који је свестан осуђивања својих поступака, убија се из страха од освете разбојника који се приближавају; Карл схвата да је и он погрешио и жртвује се у последњем добром делу да се на крају не поништи преовлађујући поредак.
У ажурираном тумачењу с обзиром на изазов тероризма, Арата Такеда истиче да паралелно понашање браће, под знаком „погрешног развоја просвећеног мишљења“, одражавају развој и развојне услове насиља против политичког реда. На тај начин, овај комад указује на Француску револуцију и њен каснији ток.
Као предложак разбојничкој банди послужила је банда Круммфингер-Балтхасар, која је средином 18. века имала до 150 чланова. После Јакоба Фридриха фон Абела, као (даљи) извор вођи пљачкаша послужио је власник гостионице Јохан Фридрих Шван, који се такође појавио у Шилеровом „Злочинцу из изгубљене части (1792)“.

## Стилске и садржајне особености
Једно од најважнијих обележја Штурм унд Дранг-а у немачкој књижевности у доба просветитељства, из које Разбојници потичу, јесте протест против норми и закона књижевности, као што су правила трагедије коју је установио Аристотел. Није се радило директно о Аристотелу, већ о његовом тумачењу францускe класикe, попут Николe Боалоа, које је застарело пре Француске револуције. У Паризу су слични подухвати довели до жанра позоришне мелодраме, која личи на Шилерове Разбојнике.
Радња драме се одвија средином 18. века. Период деловања је око две године и у супротности је са правилима које је установио Аристотел. Осим тога, радња се одвија на удаљеним локацијама – у грофовском замку, у кафани на саксонској граници и делом у боемским шумама на Дунаву.
На први поглед, Шилер се држао класних клаузула прослевљеним од стране Аристотела, јер су главни јунак Карл и његов брат Франц синови грофа Максимилијана Мура, а тиме и племићког сталежа. И Карлова вереница носи племићку титулу, тако да се, за разлику од Шилеровог Кабале унд Лиебе, не може говорити о међукласној љубави. Међутим, придруживши се разбојничкој дружини, Карл Мур се окренуо од свог сплеткарског брата и оца и напустио свој друштвени положај.
Дикција ликова није, како се то сматрало правилом у Француској 17. века, у разрађеном језику, већ у прози, а њена синтакса је често наглашена колоквијалном: „Хм! Хм! Тако је како је. Али бојим се - не знам - да ли сам - вашег здравља? - Јеси ли стварно добро, мој оче?” Ово наглашава унутрашњи немир ликова.

## Порекло
13. јануара 1782. представа је премијерно изведена у Народном позоришту у Манхајму. Постојало је велико интересовање јавности, јер је штампано издање објављено годину дана раније већ изазвало сензацију због отворене критике феудалног система. Позоришни редитељ и режисер Волфганг Хериберт фон Далберг желео је да ублажи радњу преместивши је 300 година у прошлост. Међутим, Август Вилхелм Ифланд се појавио у улози Франца Мура у савременој одећи.
Наступ је изазвао скандал. Сведок савременика је известио: Позориште је било као лудница, колутајући очима, стиснутим песницама, промуклим крицима у гледалишту. Странци су јецајући падали једни другима у загрљај, жене су тетурале ка вратима, на ивици несвести. Био је то општи распад попут хаоса, из чије магле избија нова творевина. Шилер, који је и сам присуствовао премијери са својим пријатељем Андреасом Штрајхером, иако му је то било забрањено, дао је представи анонимну критику у којој је оптужио аутора, односно себе, за слабости